# Guerra das Planícies Centrais

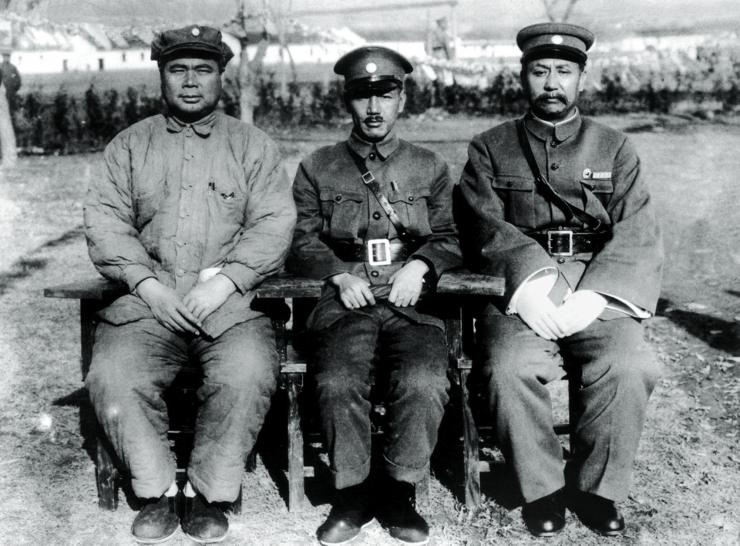
(Da esquerda para a direita) Feng, Chiang e Yan durante uma conferência de Kuomintang antes da eclosão da guerra

A Guerra das Planícies Centrais (no chinês tradicional: 中原大戰, chinês simplificado: 中原大战, pinyin: Zhongyuan Dazhan) foi uma guerra civil travada em 1930 no território da República da China que opôs a facção do Kuomintang liderada por Chiang Kai-shek à facção contrária, formada por uma coalizão de senhores da guerra. Ocorre em paralelo com a guerra civil entre nacionalistas e comunistas, que tinha começado em 1927.
Para consolidar o poder do Kuomintang na Expedição do Norte de 1927-1928, Chiang havia forjado alianças com os exércitos de três comandantes militares: Yan Xishan, Feng Yuxiang e Li Zongren. No entanto, as relações entre Chiang e seus aliados senhores da guerra logo azedou, resultando na guerra. Esta guerra quase faliu o governo nacionalista de Chiang e custou mais de 300.000 vítimas em ambos os lados. No entanto, a vitória de Chiang lhe permitiu consolidar ainda mais o poder como o líder indiscutível da maioria da China.